# Compton House
Compton House is een monumentaal warenhuis aan de Church Street in Liverpool, Engeland. Het gebouw staat bekend als een van de eerste speciaal gebouwde warenhuizen in Europa. Tegenwoordig maakt het deel uit van de grootste winkelgebieden van Liverpool, die zich rond Church Street bevinden.
Compton House werd in 1867 herbouwd, nadat het oorspronkelijke gebouw twee jaar eerder door brand was verwoest. Het was destijds het grootste warenhuis ter wereld met 5 verdiepingen. Na de sluiting van de winkel in 1871 werd het gebouw omgebouwd tot hotel en omgedoopt tot Compton Hotel. Op het hoogtepunt werd het hotel beschreven als het beste en meest centraal gelegen hotel in de stad, dat zich voornamelijk richtte op Amerikaanse gasten. De economische neergang van Liverpool in het begin van de 20e eeuw leidde ertoe dat het hotel in 1927 sloot. Vervolgens verhuisde winkelketen Marks & Spencer in 1928 naar Compton House, waar het hun vlaggenschipwinkel in de stad werd.

## Geschiedenis
Het huidige Compton House staat op de plek van een voormalig gebouw met dezelfde naam, dat in 1865 door brand werd verwoest. Het oorspronkelijke Compton House was eigendom van de in Plymouth geboren broers William en James Reddecliffe Jeffrey, die in 1832 hun bedrijf Jeffery & Co oprichtten. In het pand waren een kleermaker, meubelmaker en de grootste stoffenwinkel van Liverpool gevestigd. Op de bovenste verdiepingen woonden ongeveer 180 mensen.
In de nacht van vrijdag 8 december 1865 om 10.00 uur ontdekten twee politieagenten rook uit de kelder van Compton House aan de Basnett Street. De bewoners en het aanwezige personeel werden snel geëvacueerd terwijl een brandweerteam met een nieuw aangeschafte stoombrandweerwagen het vuur begon te bestrijden. Het nieuws over de brand verspreidde zich snel en er werden brandweerwagens van de West of England Fire Brigade opgeroepen. Daarnaast boden 40 mannen van het nabijgelegen HMS Donegal hulp aan. Rond middernacht begaven de vloeren van het gebouw het en bleven alleen de zwartgeblakerde muren over.

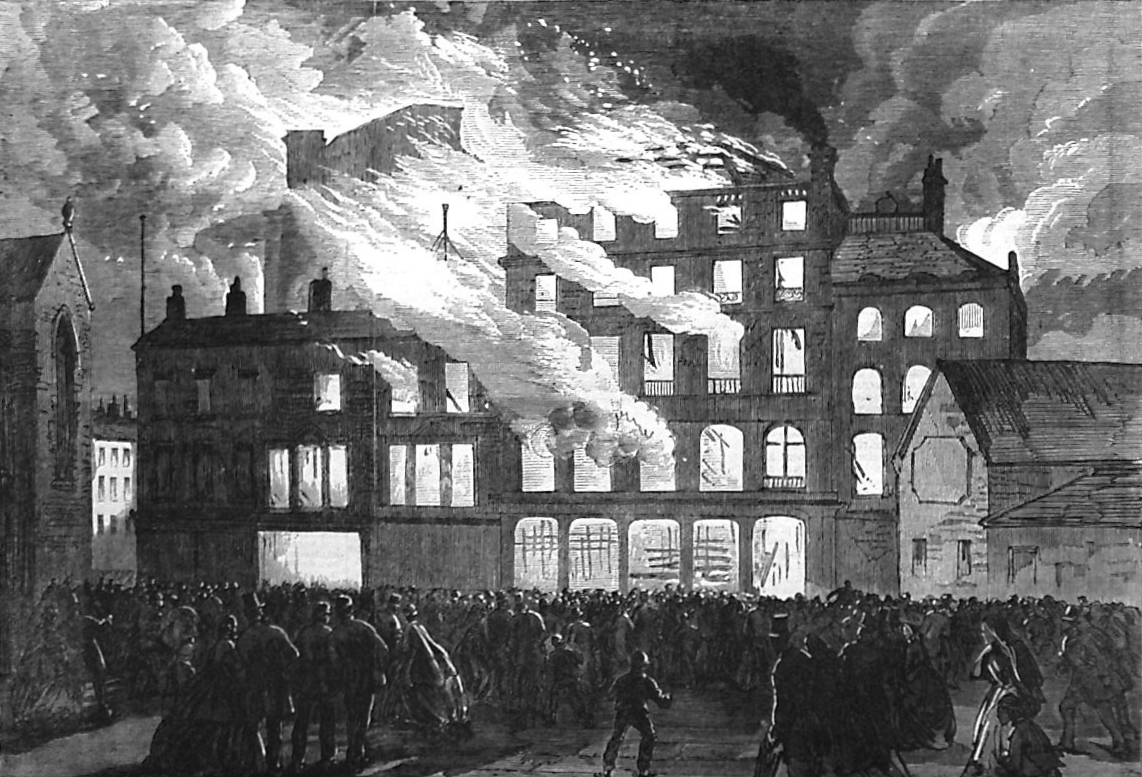
Vernietiging van Compton House in 1865

Hoewel men aanvankelijk dacht dat het om een ongeluk ging, bleek uit onderzoek en een latere hoorzitting bij het gerechtshof in Liverpool dat de brand opzettelijk was aangestoken door de 20-jarige Thomas Henry Sweeting, een leerling van de Jefferys, die zes maanden eerder was beschuldigd van diefstal. In een bekentenis van Sweeting werd gedetailleerd beschreven hoe hij de brand had veroorzaakt door een brandende lucifer tussen de goederen in de kelder van het gebouw te gooien. 
Na de brand werd de schade aan het bedrijf vastgesteld op £200.000 voor de voorraad plus £100.000 voor het gebouw.  Nog eens 1.200 banen gingen verloren. Omdat een groot deel van de voorraden van het bedrijf verzekerd was, kocht James Reddecliffe Jeffery Woolton Hall en maakte hij plannen om Compton House te herbouwen. Binnen slechts twee weken was het ontwerp voor het nieuwe gebouw voltooid door architectenbureau Thomas Haigh and Company. De bouw van het gebouw verliep snel en slechts 18 maanden later, in 1867, werd de zaak alweer heropend. Na verloop van tijd kreeg William Jeffery een beroerte en liet hij zijn broer alleen de winkel runnen. Uiteindelijk waren de kosten voor het runnen van de winkel hoger dan de inkomsten en in maart 1871 sloot de winkel.

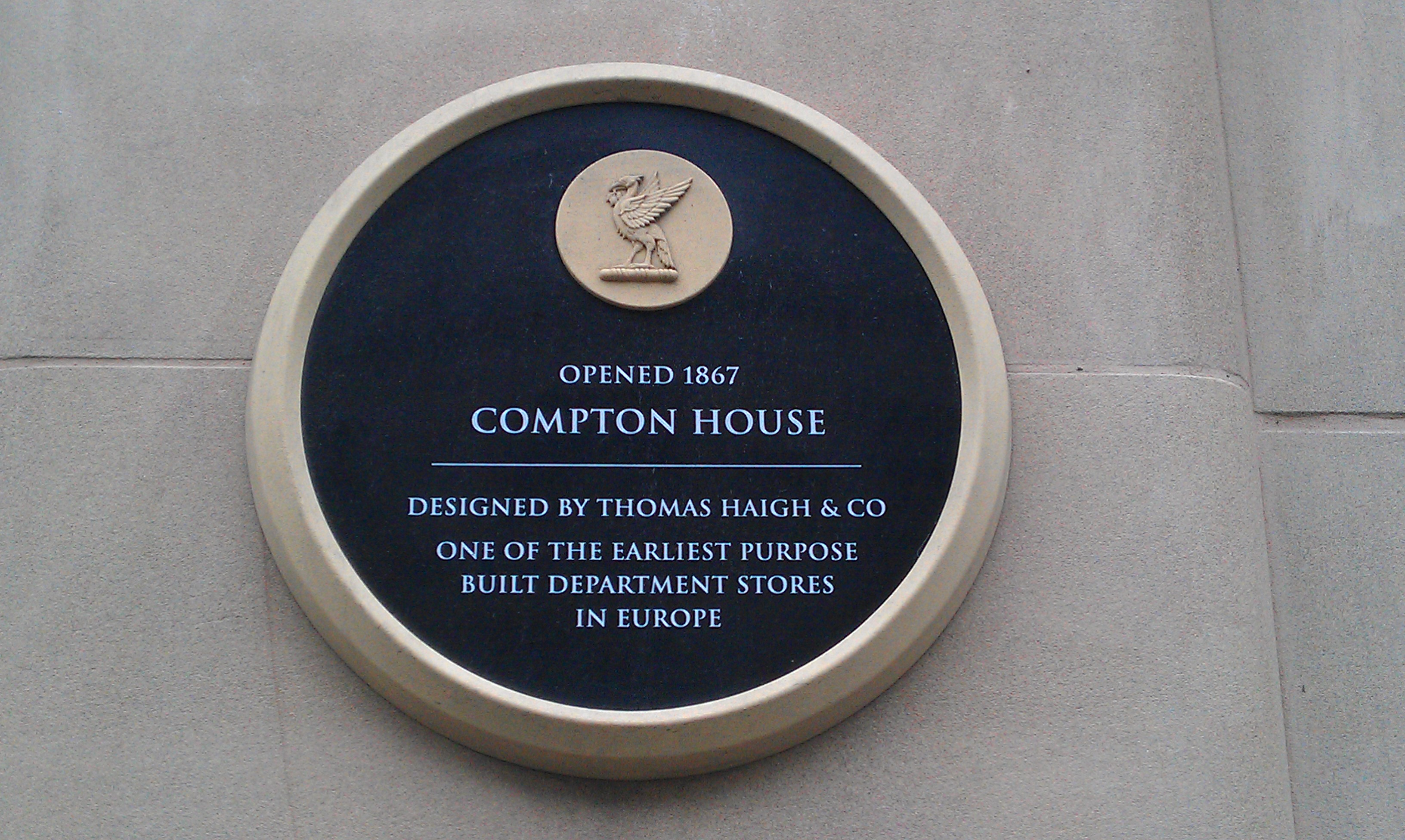
Compton House - plaquette

In 1873, twee jaar nadat het verlaten was, werd Compton House heropend als Compton Hotel onder leiding van William Russell. Hoewel het een hotel was, waren er op de begane grond een aantal winkels gevestigd, waaronder een hoedenwinkel, een kousenwinkel en een stoffenwinkel. Het hotel met 250 kamers had onder meer een salon, een koffiekamer, een biljartkamer, een leeszaal, een schrijfkamer, een rookkamer, een eetkamer en aangrenzende dames- en herensalons. Een van de belangrijkste doelstellingen van het hotel was het onderbrengen van Amerikaanse gasten die met trans-Atlantische stoomschepen bij de aanlegsteiger van Liverpool aankwamen. Deze aantrekkingskracht op Amerikanen wordt weerspiegeld door de opname van symbolische adelaars in de architectuur van het gebouw. In 1927, toen de economie van Liverpool begon te krimpen, sloot het hotel en werd twee jaar later vervangen door de winkelketen Marks & Spencer, die het gebouw tot 2023 bezet hield. In januari 2024 werd aangekondigd dat Frasers Group de huur over had genomen. 